# Taba Terunjam
Taba Terunjam is een bestuurslaag in het regentschap Bengkulu Tengah van de provincie Bengkulu, Indonesië. Taba Terunjam telt 714 inwoners (volkstelling 2010).